# Comuna Damnica
Comuna Damnica (poloneză gmina Damnica) este o comună rurală din powiat-ul słupski, voievodatul Pomerania, din partea septentrională a Poloniei. Sediul administrativ este satul Damnica. Conform datelor din 2004 comuna avea 6.302 de locuitori. Întreaga suprafață a comunei Potęgowo este 167,81 km².
În comuna sunt 17 sołectwo-uri: Bięcino, Bobrowniki, Damnica, Damno, Dąbrówka, Domaradz, Karżniczka, Łebień, Łojewo Mianowice, Sąborze, Stara Dąbrowa, Strzyżyno, Święcichowo, Świtały Wielogłowy și Zagórzyca. Comuna învecinează cu comuna Główczyce, comuna Słupsk, comuna Dębnica Kaszubska și comuna Potęgowo, toate aflându-se în powiat słupski.
Înainte de reforma administrativă a Poloniei din 1999, comuna Damnica a aparținut voievodatului Słupsk.